# Kieron Dixon

a Compétitions nationales et continentales officielles uniquement.

Kieran Dixon, né le 22 août 1992 à Hackney (Angleterre), est un joueur anglais de rugby à XIII évoluant au poste d'arrière ou d'ailier dans les années 2010. Il fait ses débuts professionnels avec London Broncos en Super League en 2012 et est l'objet d'un prêt à Hemel en 2014. En 2015, il décide de rejoindre Hull KR où il dispute la finale de la Challenge Cup en 2015. À la suite de la relégation d'Hull KR en Championship, il retourne aux London Broncos. Il est l'un des meilleurs marqueurs de points de la Super League lorsqu'il y évolue.

## Palmarès
- Collectif :
  - Finaliste de la Challenge Cup : 2015 (Hull KR).